# Chiara Kreuzer
Chiara Kreuzer (dekliški priimek Hölzl), avstrijska smučarska skakalka, * 18. julij 1997, Schwarzach im Pongau, Avstrija. 
Chiara je članica avstrijske ženske smučarsko skakalne reprezentance. Na tekmah svetovnega pokala tekmuje od leta 2012.

## Tekmovalna kariera

### Začetki, 2010-12
Na tekmi za kontinentalni pokal je prvič nastopila v starosti komaj 13 let. To je bilo 14. avgusta 2010 v nemškem Bischofsgrünu, ko je zasedla 47. mesto. Čez leto dni je ponovno nastopila na tem prizorišču in bila uvrščena na 37. mesto. Do prvih točk tega tekmovanja je prišla še leto dni kasneje, v norveškem Lillehammerju je 8. in 9. septembra 2012 zasedla 16. in 25. mesto. 

### Svetovni pokal, 2012-16
Prvi nastop na tekmah za svetovni pokal je opravila pri starosti dobrih 15 let na prvi tekmi sezone 2012-13, 24. novembra 2012 v Lillehammerju in zasedla 47. mesto. Zatem je na svoji tretji tekmi prvič prišla do točk svetovnega pokala, natančneje do ene, ki jo je dobila 5. januarja v Schonach-Schönwaldu za osvojeno 30. mesto. V tej sezoni je vzporedno s tekmami na najvišjem nivoju tekmovala tudi v Alpskem pokalu kjer je petkrat prišla do mest na zmagovalnem odru. Na tekmah svetovne elite je nato še enkrat, na zadnji tekmi sezone, prišla do točk, ko je bila na 26. mestu. Tako je v svoji debitantski sezoni osvojila 6 točk in v seštevku sezone končala na 51. mestu.
Februarja 2013 je v starosti 15 let in pol nastopila na Svetovnem prvenstvu, ki je bilo organizirano v italijanskem mestecu Val di Fiemme. Tam je najprej na tekmi posameznic zasedla zanjo solidno deveto mesto. Nato pa bila v avstrijski postavi na tekmi mešanih ekip, ki je 24. februarja zasedla drugo mesto in osvojila srebrno medaljo.
V sezoni 2013-14 je prvič nastopila na vseh prireditvah in iz tekme v tekmo napredovala. Začela se je redneje uvrščati na mesta, ki prinašajo točke in v drugem delu sezone že zasedala mesta na koncu petnajsterice. Vsega skupaj je zbrala 110 točk in bila v seštevku uvrščena na 33. mesto.
V naslednji sezoni, 2014-15, je prišla do svoje prve uvrstitve na oder za zmagovalke. To je bilo 11. januarja na japonskem v Saporu, ko je zasedla tretje mesto. V skupnem seštevku sezone je prav tako napredovala in bila na koncu uvrščena na 17. mesto s 185 osvojenimi točkami.

#### 2015: bron med mladinkami
Februarja 2015 se je v starosti 17 let udeležila tekem za Svetovno mladinsko prvenstvo, ki so bile prirejene v Almatiju, Kazahstan. Tam je dne 5. februarja na tekmi posameznic zasedla tretje mesto in osvojila bronasto medaljo.
V sezoni 2015-16 je še bolj napredovala in se večkrat uvrstila med najboljše. Dvakrat se je tudi uspela povzpeti na stopničke, obakrat je bila tretja. Vsega skupaj je zbrala 632 točk in zasedla skupno peto mesto ter dopolnila uspeh Avstrijk, ki so med prvo peterico imele kar tri tekmovalke, poleg Hölzlove so bile še druga Daniela Iraschko-Stolz in četrta Jacqueline Seifriedsberger.

#### 2016: mladinsko zlato in srebro
Februarja 2016 je nastopila na Svetovnem mladinskem prvenstvu, ki je bilo v romunskem Rasnovu in domov odnesla dve medalji. Prvo, in to zlato, je osvojila dne 23. februarja na tekmi posameznic kjer je premagala vse ostale in postala prvakinja. Naslednjega dne je bila v postavi avstrijske mešane ekipe, ki je zasedla drugo mesto za slovensko ekipo in pred nemško ter osvojila srebrno medaljo.

## Dosežki v svetovnem pokalu

### Uvrstitve po sezonah
| Sezona  | Uvrstitev | Točke |
| ------- | --------- | ----- |
| 2012-13 | 51.       | 6     |
| 2013-14 | 33.       | 110   |
| 2014-15 | 17.       | 185   |
| 2015-16 | 5.        | 632   |

### Uvrstitve na stopničke po sezonah
| Sezona  | 1 | 2 | 3 | Skupaj |
| 2012-13 | - | - | - | -      |
| 2013-14 | - | - | - | -      |
| 2014-15 | - | - | 1 | 1      |
| 2015-16 | - | - | 2 | 2      |
| Skupaj  | - | - | 3 | 3      |